# Batriasymmodes confinis
Batriasymmodes confinis är en skalbaggsart som först beskrevs av Leconte 1849.  Batriasymmodes confinis ingår i släktet Batriasymmodes och familjen kortvingar. Inga underarter finns listade i Catalogue of Life.